# U-599
Unterseeboot 599 foi um submarino alemão do Tipo VIIC, pertencente a Kriegsmarine que atuou durante a Segunda Guerra Mundial.

## Comandantes
| Comandante                 | Data                                          |
| -------------------------- | --------------------------------------------- |
| Kptlt. Wolfgang Breithaupt | 4 de dezembro de 1941 - 24 de outubro de 1942 |

## Subordinação
Durante o seu tempo de serviço, esteve subordinado às seguintes flotilhas:
| Período                                       | Flotilha                                  |
| --------------------------------------------- | ----------------------------------------- |
| 4 de dezembro de 1941 - 30 de agosto de 1942  | 8. Unterseebootsflottille (treinamento)   |
| 1 de setembro de 1942 - 24 de outubro de 1942 | 1. Unterseebootsflottille (serviço ativo) |

## Operações conjuntas de ataque
O U-599 participou das seguinte operações de ataque combinado durante a sua carreira:
- Rudeltaktik Lohs (13 de setembro de 1942 - 22 de setembro de 1942)
- Rudeltaktik Blitz (22 de setembro de 1942 - 26 de setembro de 1942)
- Rudeltaktik Tiger (26 de setembro de 1942 - 30 de setembro de 1942)
- Rudeltaktik Wotan (5 de outubro de 1942 - 19 de outubro de 1942)